# 프랭크 맥글린 시니어

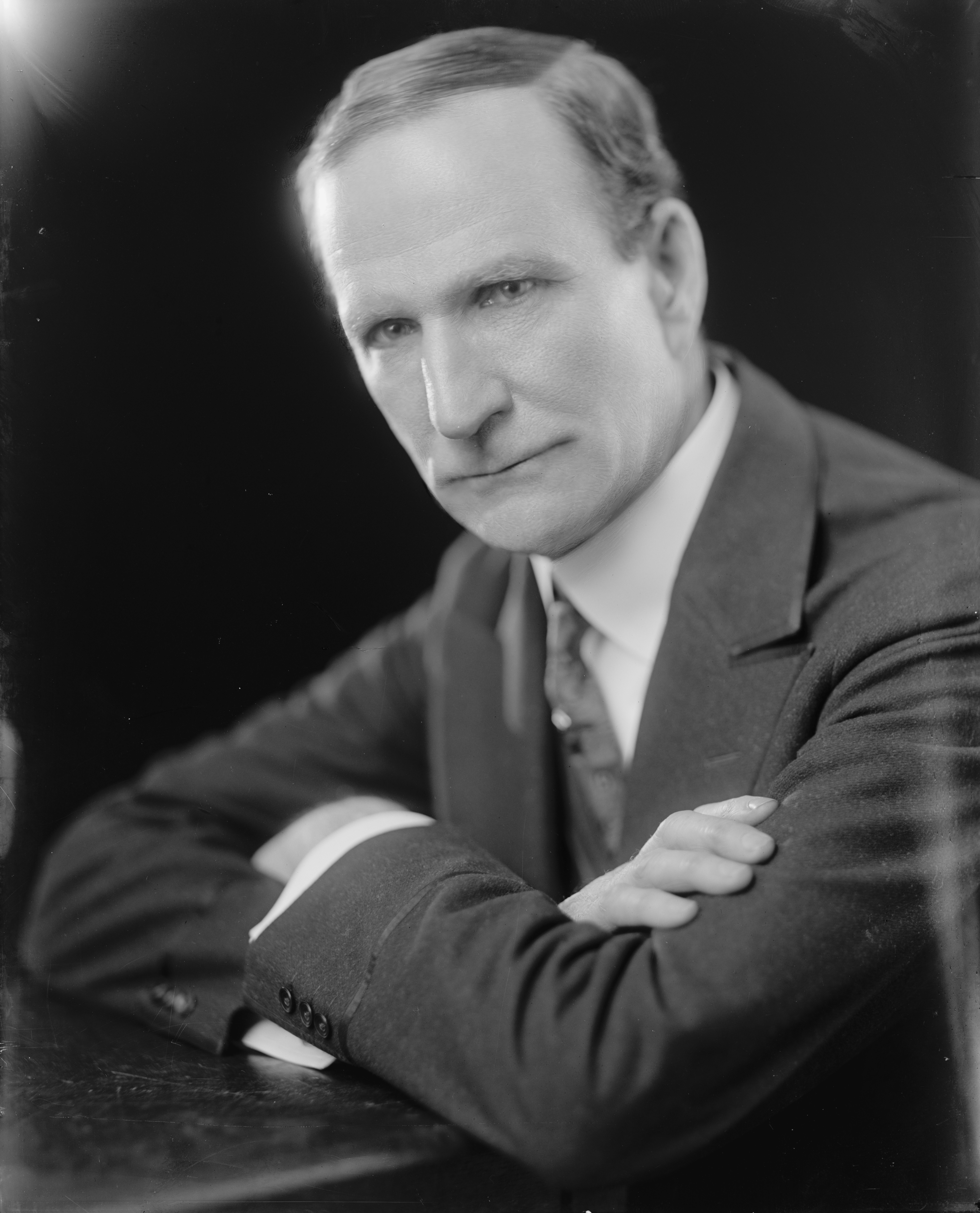

프랭크 맥글린 시니어(Frank McGlynn Sr., 1866년 10월 26일 ~ 1951년 5월 18일)는 미국의 연극 배우, 영화배우이다.
샌프란시스코에서 태어났으며 뉴버그에서 사망하였다. 포리스트 론 메모리얼 파크에 매장되었다.

## 영화
- 붐 타운 (1940년)
- 러브 어페어 (1939년)
- 론 레인저 (1938년)
- 더 걸 오브 더 골든 웨스트 (1938년)
- 톰 소여의 모험 (1938년)
- 브로드웨이 멜로디 오브 1938 (1937년)
- 사라토가 (1937년)
- 트레일 오브 더 론섬 파인 (1936년)
- 상어섬의 죄수 (1936년)
- 평원의 사나이 (1936년)
- 모히칸 족의 최후 (1936년)
- 꼬마 반항아 (1935년)
- 캡틴 블러드 (1935년)
- 리틀 미스 마커 (1934년)
- 허클베리 핀 (1931년)
- 굿 뉴스 (1930년)
- 참극의 선착장 (1930년)
- 에이브러햄 링컨 (1924년)
- 푸어 리틀 리치 걸 (1917년)